# Нова Врона (Новодворський повіт)
Нова Врона (пол. Nowa Wrona) — село в Польщі, у гміні Насельськ Новодворського повіту Мазовецького воєводства.
Населення — 92 особи (2011).
У 1975—1998 роках село належало до Цехановського воєводства.

## Демографія
Демографічна структура станом на 31 березня 2011 року:
|          | Загалом | Допрацездатний вік | Працездатний вік | Постпрацездатний вік |
| -------- | ------- | ------------------ | ---------------- | -------------------- |
| Чоловіки | 49      | 7                  | 39               | 3                    |
| Жінки    | 43      | 4                  | 31               | 8                    |
| Разом    | 92      | 11                 | 70               | 11                   |